# Lisandro Magallán
Lisandro Magallán (La Plata, 27 september 1993) is een Argentijns-Italiaans voetballer die doorgaans speelt als centrale verdediger.

## Clubcarrière

### Gimnasia La Plata
Magallán stroomde door vanuit de jeugd van Gimnasia La Plata. Hiervoor debuteerde hij op 16 augustus 2010 in de Primera División, tijdens een met 1-0 verloren wedstrijd uit bij Olimpo. Hij speelde de hele wedstrijd. Magallán kwam dat seizoen vijf keer in actie. Zijn ploeggenoten en hij degradeerden na afloop daarvan naar de Primera B Nacional. In het seizoen 2011/12 kwam Magallán tot eenentwintig wedstrijden. 

### Boca Juniors
Na slechts een seizoen op het tweede niveau met Gimnasia, tekende Magallán in juli 2012 bij Boca Juniors. Op 14 februari 2013 maakte Magallán zijn debuut voor Boca Juniors in de met 1-2 verloren wedstrijden in de CONMEBOL Libertadores tegen het Mexicaanse Deportivo Toluca. In competitieverband kwam Magallán tot acht wedstrijden.

### Verhuur aan Rosario Central
Gedurende het seizoen 2013/14 werd Magallán door Boca Juniors verhuurd aan competitiegenoot Rosario Central. Voor Rosario Central maakte Magallán op 15 september 2013 zijn debuut in de met 2-0 verloren wedstrijd tegen Tigre. In dienst van Rosario Central kwam Magallán tot elf wedstrijden, hierin wist hij niet te scoren. 

### Terugkeer bij Boca Juniors
Na zijn verhuurperiode bij Rosario Central keerde Magallán terug bij Boca Juniors. Hij speelde in het eerste gedeelte van het seizoen regelmatig in de basis en scoorde op 5 oktober 2014 zijn eerste doelpunt in de met 1-1 gelijk gespeelde wedstrijd tegen aartsrivaal River Plate. In oktober 2014 speelde hij in dienst van Boca Juniors twee wedstrijden in de basis tegen Deportivo Capiatá in de CONMEBOL Sudamericana. Kort daarna raakte Magallán zwaar geblesseerd. Hij scheurde namelijk zijn voorste kruisband af, hierdoor miste hij de kwart- en halve finale van de CONMEBOL Sudamericana. Pas op 15 november 2015 stond Magallán weer op het veld. Hij speelde negentig minuten in de met 2-1 verloren wedstrijd tegen Rosario Central. 

### Verhuur aan Defensa y Justicia
Door gebrek aan speeltijd vertrok Magallán in februari 2016 voor een halfjaar op huurbasis naar Defensa y Justicia. Daar speelde hij zestien wedstrijden in de basis en scoorde hij op 27 februari 2016 zijn tweede doelpunt in een met 4-0 gewonnen wedstrijd tegen  Club Atlético Aldosivi.

### Tweede terugkeer bij Boca Juniors
Magallán keerde in juni 2016 weer terug bij Boca en werd in het volgende seizoen voor de tweede keer landskampioen met de club. Waar hij daar in 2015 een wedstrijd aan bijdroeg, deed hij deze keer zesmaal mee. Magallán groeide in het seizoen 2017/18 uit tot basisspeler bij Boca Juniors. Magallán verloor in december 2018 met Boca Juniors de finale van de CONMEBOL Libertadores, van River Plate.

### Ajax
In januari 2019 verruilde Magallán  Boca Juniors voor Ajax, dat circa negen miljoen euro voor hem betaalde. Daarvoor maakte hij op 10 januari 2019 zijn officieuze debuut, in een oefenwedstrijd tegen Flamengo tijdens de Florida Cup. Zijn officiële debuut volgde op 24 januari, in een bekerwedstrijd tegen sc Heerenveen. Zijn debuut in de Eredivisie, op 27 januari 2019, werd geen succes. Ajax verloor met 6-2 uit bij Feyenoord. Hij maakte op 16 april 2019 zijn debuut in de UEFA Champions League, als invaller uit tegen Juventus (1-2 winst) in de kwartfinale van het toernooi. Tijdens zijn eerste halfjaar bij Ajax speelde Magallán in drie competities vijf wedstrijden (waarvan een keer in de basis). Het seizoen sloot hij af met de dubbel. Aan het begin van het seizoen 2019/20 won Magallán met Ajax de Johan Cruijff Schaal door met 2-0 te winnen van PSV. Magallán viel in de 84e minuut in voor Daley Blind.  

### Verhuur aan Deportivo Alavés
Magallán had aan het begin van het seizoen 2019/20 opnieuw weinig zicht op speelminuten. Ajax verhuurde hem daarom in september 2019 voor de rest van het seizoen aan Deportivo Alavés. Namens Deportivo Alavés kwam Magallán zeventien keer uit in La Liga, waarvan twaalf keer in de basis. 

### Verhuur aan FC Crotone
Magallán's prestaties in Spanje leidden tot interesse vanuit de Italiaanse Serie A. In september 2020 werd Magallán door Ajax verhuurd aan FC Crotone. Ook namens Crotone was hij voornamelijk basisspeler. In Italiaanse dienst kwam hij uiteindelijk tot achtentwintig competitiewedstrijden. Op 24 april 2021 maakte met een kopbal zijn eerste en enige treffer voor Crotone in de met 3-4 gewonnen wedstrijd tegen Parma.  

### Terugkeer bij Ajax
In het seizoen 2021/22 keerde Magallán terug bij Ajax. Hij viel in de met 0-4 verloren strijd om de Johan Cruijff Schaal een paar minuten voor het einde van de wedstrijd in voor Lisandro Martínez. Ook zat hij de eerste drie wedstrijden van dat seizoen bij Ajax op de bank, invallen deed hij niet. 

### Verhuur aan RSC Anderlecht
Eind augustus 2021 bereikte RSC Anderlecht een overeenkomst met Ajax om Magallán te huren voor een seizoen met aankoopoptie. Anderlecht dwong daarbij ook een aankoopoptie van vijf miljoen euro af. Vanaf november 2021 was Magallán bij Anderlecht een vaste waarde die regelmatig in de basisopstelling werd opgenomen. Met Anderlecht bereikte Magallán de finale van de Beker van België 2021-22. Magallán speelde de volledige wedstrijd, inclusief verlenging. De finale werd uiteindelijk na strafschoppen verloren van KAA Gent. 

### Tweede terugkeer bij Ajax
In juni 2022 keerde Magallán opnieuw terug bij Ajax. Bij zijn terugkeer sprak hij de wens om zijn contract bij Ajax uit te dienen. Op 28 augustus 2022 speelde Magallán als invaller na meer dan tweeënhalf jaar zijn derde competitiewedstrijd voor Ajax, waarin met 0–2 werd gewonnen van FC Utrecht. Op 5 januari 2023 maakte Ajax bekend dat het contract van Magallán werd ontbonden.

### Elche en Pumas UNAM
Diezelfde maand vervolgde hij zijn loopbaan in Spanje bij Elche, uitkomend in de Primera División. Met Elche degradeerde hij uit La Liga. Medio 2023 ging hij naar het Mexicaanse Pumas UNAM.

## Clubstatistieken
| Seizoen | Club                 | Competitie         | Competitie | Competitie | Beker | Beker | Internationaal | Internationaal | Overig    | Totaal | Totaal |
| Seizoen | Club                 | Competitie         | Wed.       | Dlp.       | Wed.  | Dlp.  | Wed.           | Dlp.           | Wed. Dlp. | Wed.   | Dlp.   |
| ------- | -------------------- | ------------------ | ---------- | ---------- | ----- | ----- | -------------- | -------------- | --------- | ------ | ------ |
| 2010/11 | Gimnasia La Plata    | Primera División   | 5          | 0          | 0     | 0     | —              | —              | -         | 5      | 0      |
| 2011/12 | Gimnasia La Plata    | Primera B Nacional | 21         | 0          | 2     | 0     | —              | —              | -         | 23     | 0      |
| 2012/13 | Boca Juniors         | Primera División   | 8          | 0          | 0     | 0     | 3              | 0              | -         | 11     | 0      |
| 2013/14 | → Rosario Central    | Primera División   | 11         | 0          | 0     | 0     | —              | —              | -         | 11     | 0      |
| 2014    | Boca Juniors         | Primera División   | 9          | 1          | 0     | 0     | 2              | 0              | -         | 11     | 1      |
| 2015    | Boca Juniors         | Primera División   | 1          | 0          | 0     | 0     | 0              | 0              | -         | 1      | 0      |
| 2016    | → Defensa y Justicia | Primera División   | 16         | 1          | 1     | 0     | —              | —              | -         | 17     | 1      |
| 2016/17 | Boca Juniors         | Primera División   | 6          | 0          | 3     | 0     | —              | —              | -         | 9      | 0      |
| 2017/18 | Boca Juniors         | Primera División   | 25         | 0          | 0     | 0     | —              | —              | -         | 25     | 0      |
| 2018/19 | Boca Juniors         | Primera División   | 8          | 1          | 3     | 1     | 13             | 0              | -         | 24     | 2      |
| 2018/19 | Ajax                 | Eredivisie         | 2          | 0          | 1     | 0     | 2              | 0              | -         | 5      | 0      |
| 2019/20 | Ajax                 | Eredivisie         | 0          | 0          | 0     | 0     | 0              | 0              | 1         | 1      | 0      |
| 2019/20 | → Deportivo Alavés   | Primera División   | 17         | 1          | 1     | 0     | –              | –              | -         | 18     | 1      |
| 2020/21 | → FC Crotone         | Serie A            | 28         | 1          | 0     | 0     | 0              | 0              | -         | 28     | 1      |
| 2021/22 | Ajax                 | Eredivisie         | 0          | 0          | 0     | 0     | 0              | 0              | 1         | 1      | 0      |
| 2021/22 | → RSC Anderlecht     | Jupiler Pro League | 21         | 0          | 6     | 1     | 0              | 0              | 3         | 30     | 1      |
| Totaal  | Totaal               | Totaal             | 165        | 5          | 13    | 1     | 20             | 0              | 1         | 199    | 6      |

## Interlandcarrière
Magallán nam in 2013 met Argentinië deel aan het Zuid-Amerikaans kampioenschap. Zijn ploeggenoten en hij kwamen hierop niet door de eerste groepsfase. Hij behoorde drie jaar later tot de Argentijns selectie voor de Olympische Spelen 2016. Hij kwam tijdens dit toernooi één keer in actie, tijdens de met 2–0 verloren eerste groepswedstrijd tegen Portugal. Argentinië strandde ook hier in de groepsfase.

## Erelijst
| Competitie           | Aantal       | Jaren                  |
| Boca Juniors         | Boca Juniors | Boca Juniors           |
| -------------------- | ------------ | ---------------------- |
| Primera División     | 3x           | 2015, 2016/17, 2017/18 |
| Copa Argentina       | 1x           | 2014/15                |
| Ajax                 |              |                        |
| Eredivisie           | 1x           | 2018/19                |
| KNVB beker           | 1x           | 2018/19                |
| Johan Cruijff Schaal | 1x           | 2019                   |

## Trivia
- In de documentaire Boca Juniors Confidential, een productie van Netflix, wordt duidelijk dat Magallán na zijn voetbalcarrière graag advocaat wil worden. Hij studeerde rechten aan de Universidad Nacional de La Plata.[6]
- Zijn vader Adalberto Magallán speelde in de jaren 1970 en 1980 voor Gimnasia La Plata. Ook zijn broer Santiago Magallán is profvoetballer en speelde in Argentinië en Spanje.